# Многообразие аномального опыта
«Многообразие аномального опыта» (англ. Varieties of Anomalous Experience) — книга, опубликованная в январе 2000 года Американской  психологической ассоциацией и посвящённая научному изучению аномального опыта, определяемого как «странные, необычные и необъяснимые переживания и столкновения с неизведанным», которые «имеют огромное значение для переживших подобные события». Эти переживания включают в себя околосмертный опыт, внетелесный опыт, галлюцинации, осознанные сновидения, мистический опыт, пси-феномены и опыт прошлых жизней. Книга состоит из двенадцати глав, поделенных на две части, и написанных всемирно известными экспертами в области аномального опыта. В подготовке данной публикации принял участие 21 автор. По мнению редакторов сборника, аномальный опыт не является изменённым состоянием сознания, поскольку его следует рассматривать как упорядочение (ordering) сознания, а не его изменение. В августе 2013 года АПА опубликовала второе, пересмотренное, издание данного сборника.

## Содержание книги

### Введение
Во введении, написанном редакторами книги, указывается, что мейнстримная психология в течение длительного времени пренебрегала аномальным опытом и даже высмеивала его, однако к настоящему времени «психология достигла достаточной зрелости и широты, чтобы всерьёз отнестись к этим необычным, но важным переживаниям». Редакторы описывают свою цель как приглашение международного научного сообщества к беспристрастной оценке эмпирического подтверждения аномальных феноменов и аномального опыта. Они указывают на необходимость отделять аномальный опыт от патологии и предлагают психологам наряду с представителями других направлений науки всерьёз рассмотреть многообразие аномального опыта с тем, чтобы включить этот опыт в теорию, исследовательскую деятельность и клиническую практику.

### Часть I
Первая часть (Conceptual and Methodological Considerations) состоит из двух глав, посвящённых концептуальным и методологическим вопросам.

#### Глава 1
Первая глава (Anomalous Experiences, Peculiarity, and Psychopathology—Howard Berenbaum, John Kerns, and Chitra Raghavan) описывает трудности, связанные с исследованием аномального опыта. Авторы предлагают использовать в этих целях методы, не являющиеся общепринятыми в науке.

#### Глава 2
Вторая глава (Methodological Issues in the Study of Altered States of Consciousness and Anomalous Experiences—Ronald J. Pekala and Etzel Cardeña) посвящена методологическим вопросам, связанным с изучением изменённых состояний сознания и аномального опыта. Авторы отмечают, что наука «основана на субъективном опыте учёных», на их «эпистемологических допущениях», и что  «философские пристрастия превалируют над информированным и тщательным рассмотрением фактов». В качестве метода получения валидных данных авторами предлагается феноменология («прямое восприятие реальности»). При этом они учитывают, что  индивидуальные «допущения и предрасположенности могут искажать восприятие вещей» и для преодоления подобных искажений рекомендуют более досконально подходить к сбору данных и их обработке. Данный подход, названный авторами психофеноменологией, описывается ими как способ применения «традиционных методов использования психологических измерений и статистики». 

### Часть II
Вторая часть (Anomalous Experiences) состоит из десяти глав, каждая из которых посвящена отдельной теме.

#### Глава 3
Третья глава (Hallucinatory Experiences —Richard P. Bentall) рассматривает психологические механизмы галлюцинаций в перспективе от первой половины XIX века до DSM-IV (2000). Автор отмечает, что в ряде случаев галлюцинации могут не сопровождаться психическим расстройством.

#### Глава 4
Четвёртая глава (Synesthesia—Lawrence E. Marks) исследует синестезию, то есть восприятие качеств одной модальности в рамках другой модальности, например зрительное восприятие вкуса еды и напитков или же музыки.

#### Глава 5
Пятая глава (Lucid Dreaming—Stephen LaBerge and Jayne Gackenbach) исследует осознанные сновидения, то есть осознание человеком во сне того факта, что он спит. Авторы используют теорию сновидений тибетского буддизма, согласно которой бодрствующее состояние является столь же иллюзорным, как и состояние сна, и служит путём достижения высших состояний сознания.

#### Глава 6
Шестая глава (Out-of-Body Experiences—Carlos S. Alvarado) посвящена рассмотрению внетелесного опыта, при котором человек воспринимает себя вышедшим из собственного тела.

#### Глава 7
Седьмая глава (Psi-Related Experiences—Elisabeth Targ, Marilyn Schlitz, and Harvey J. Irwin) рассматривает экстрасенсорное восприятие и пси-феномены, такие как телепатия, ясновидение, предвидение и психокинез.

#### Глава 8
Восьмая глава (Alien Abduction Experiences
—Stuart Appelle, Steven Jay Lynn, and Leonard Newman) посвящена опыту похищения человека инопланетянами. Этот опыт очень редок. На основании нескольких сот описанных случаев авторы выделяют такие общие элементы данного опыта, как пленение, исследование, иногда полёты на НЛО, общение с инопланетянами на духовные темы, а также последствия возвращения. Также отмечается чувство потери времени, замедленная реакция или частичный паралич, и даже оплодотворение и рождение ребёнка от инопланетян.

#### Глава 9
Девятая глава (Past-Life Experiences—Antonia Mills and Steven Jay Lynn) рассматривает опыт прошлых жизней, то есть переживание человеком пребывания своей личности в другом времени или в другой жизни.

#### Глава 10
Десятая глава (Near-Death Experiences—Bruce Greyson) посвящена околосмертным переживаниям. Согласно материалу, представленному в данной главе, многие люди, имевшие подобные переживания, видели яркий белый свет в туннеле. Другие видели умерших и разговаривали с ними. Такие феномены наблюдаются в одной трети ситуаций, угрожающих смертью или вызывающих сильный  стресс. Подобные переживания часто изменяют жизненные ценности и взгляды людей, испытавших их. Общие последствия этих переживаний состоят в росте духовности, обретении чувства собственного предназначения или судьбы, социальной ответственности, ощущении ценности жизни, уменьшении страха смерти и отказе от материализма.

#### Глава 11
Одиннадцатая глава (Anomalous Healing Experiences—Stanley Krippner and Jeanne Achterberg) рассматривает опыт исцеления в результате шаманского опыта и применения различных методов альтернативной медицины.

#### Глава 12
Двенадцатая, заключительная, глава (Mystical Experience—David M. Wulff) содержит обзор мистического опыта, имеющего резкие отличия от обычного состояния сознания и вызывающего у индивида чувство встречи с высшей реальностью или высшим сознанием. Существует множество разновидностей мистического опыта: он может быть духовным или сексуальным, мгновенным и продолжительным, наркотическим и ненаркотическим. Авторы отмечают сложность эмпирического исследования мистического опыта и ставят под вопрос возможности применения в этих целях допущений, методов и способов мышления, присущих исследовательской практике западной науки.

## Оценки
- CHOICE Magazine: «В высшей степени ценное дополнение к любой коллекции академической психологии и превосходная  сопроводительная книга для учебников по аномальной психологии»[1].
- Роберт Уилер: «Исследование психических феноменов получило существенное признание благодаря публикации «Многообразия аномального опыта» Карденьи, Линна и Крипнера и доклада Бема и Хонортона в журнале American Psychologist, озаглавленного «Существует ли пси? Воспроизводимое доказательство аномального процесса передачи информации». Это примеры заслуживающих доверия отчётов, подтверждающих валидность феноменов, которые не поддаются объяснению и логике, в достаточной степени для того, чтобы быть принятыми наукой или полезными»[4][значимость факта?].
- Энн Тэйвз: «Хорошим введением в литературу, посвящённую религиозному опыту и клиническим дисциплинам (клинической психологии, трансперсональной психологии и психиатрии), являются статьи из сборника Карденьи, Линна и Крипнера»[5].

В обзоре первого издания книги в журнале American Anthropologist его автор юмористически описывает книгу как необходимую литературу для агента Малдера, и наряду с достоинствами книги, такими как попыткой научно подойти к изучению этого пласта опыта, отмечает, что применяемая к изучению этого опыта методология интроспекции, вообще говоря, обладает слабой воспроизводимостью, книга центрирована на англоязычной культуре США и Великобритании, в результате чего имеет явные пробелы в методологии, свойственные психологическим исследованиям: отсутствие кросс-культурного анализа, невозможность полностью учесть культурный контекст исследуемых (хотя отдельные главы, например, о «прошлой жизни» или «похищении инопланетянами», очевидно демонстрируют его важность) и отсутствие сочетания количественных и качественных методов.
По мнению специалиста в философии науки Марка Шролла, книга пытается «навести парадигмические мосты» с мейнстримной наукой для обеспечения конструктивности дальнейшего диалога с консервативно-настроенными учеными.
Общая методология сборника близка к феноменологии, то есть авторы в основном призывают изучать научно аномальные переживания сами по себе, не затрагивая вопроса об их онтологической состоятельности, однако в нескольких местах содержатся также и более сильные утверждения о потенциальной реальности событий, вызывающих изучаемые переживания, например, в случае похищений людей инопланетянами.